# Henri Biva

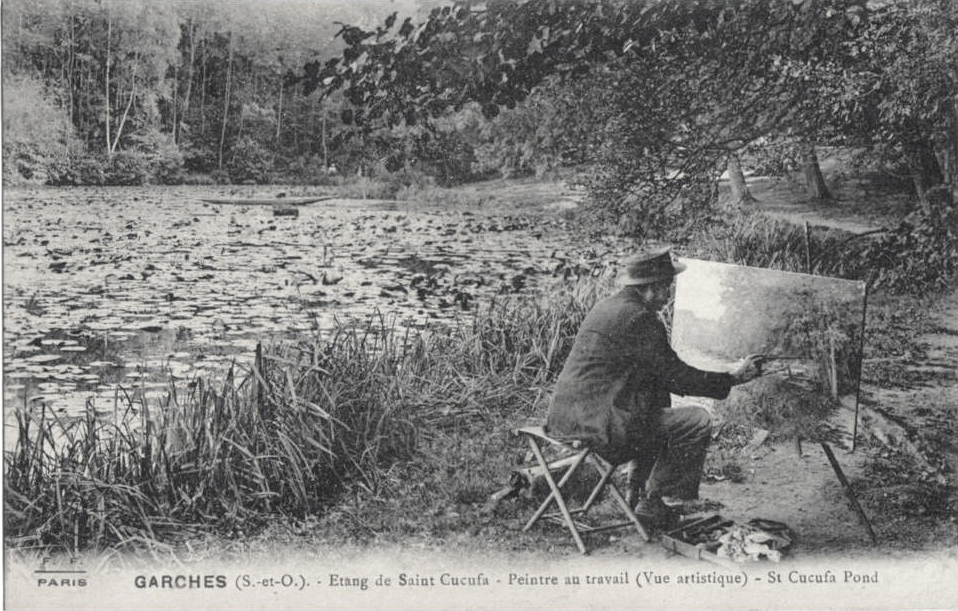
Garches, Étang de Saint-Cucufa, Peintre au travail, Vue artistique, possibly Henri Biva

Henri Biva, nació el 23 de enero de 1848 en París (distrito de Montmartre), y murió en París el 2 de febrero de 1929, fue un pintor francés de la escuela de Barbizon.

## Biografía

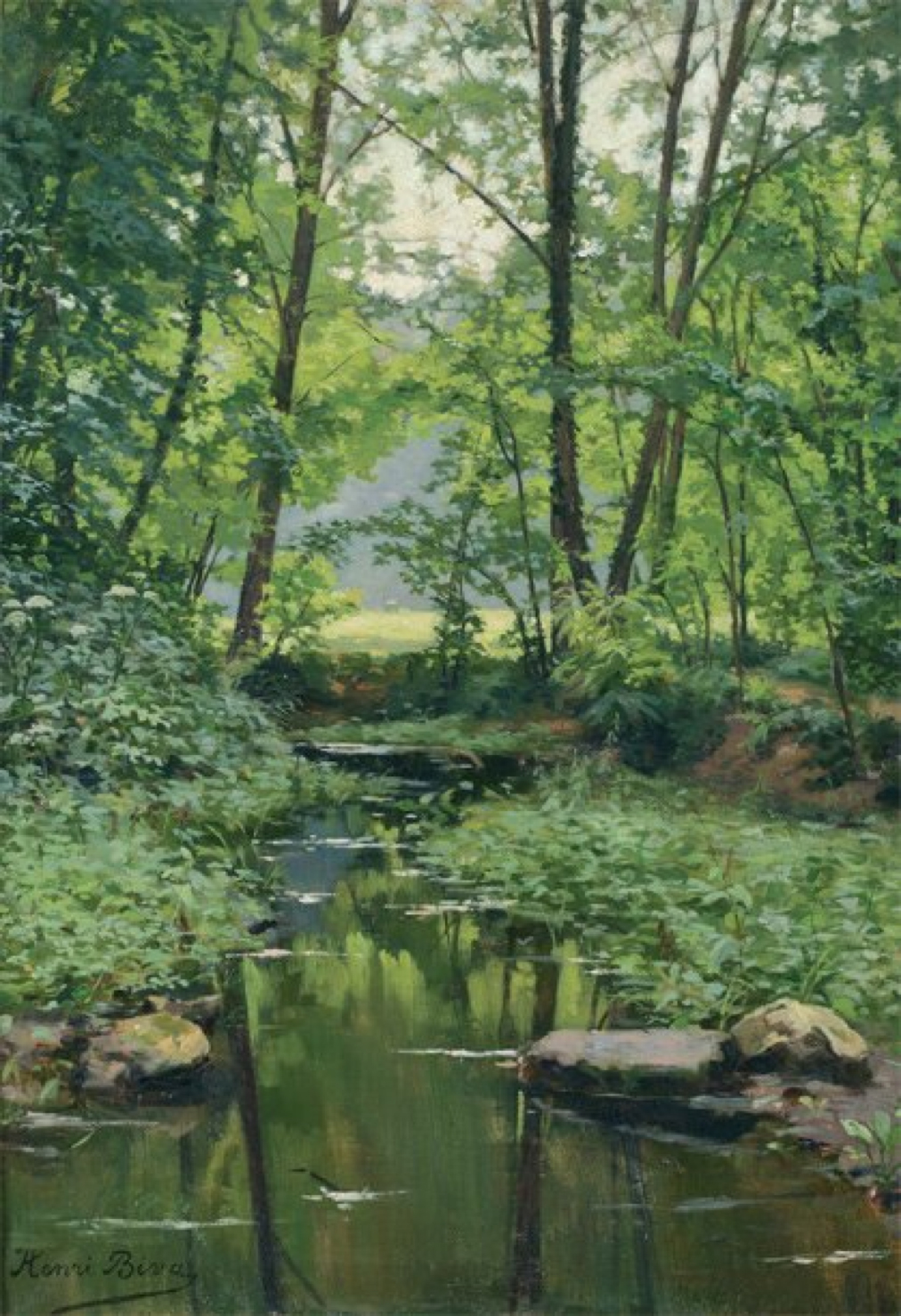
Henri Biva, Effet de lumière sur le ruisseau, 61 x 46 cm

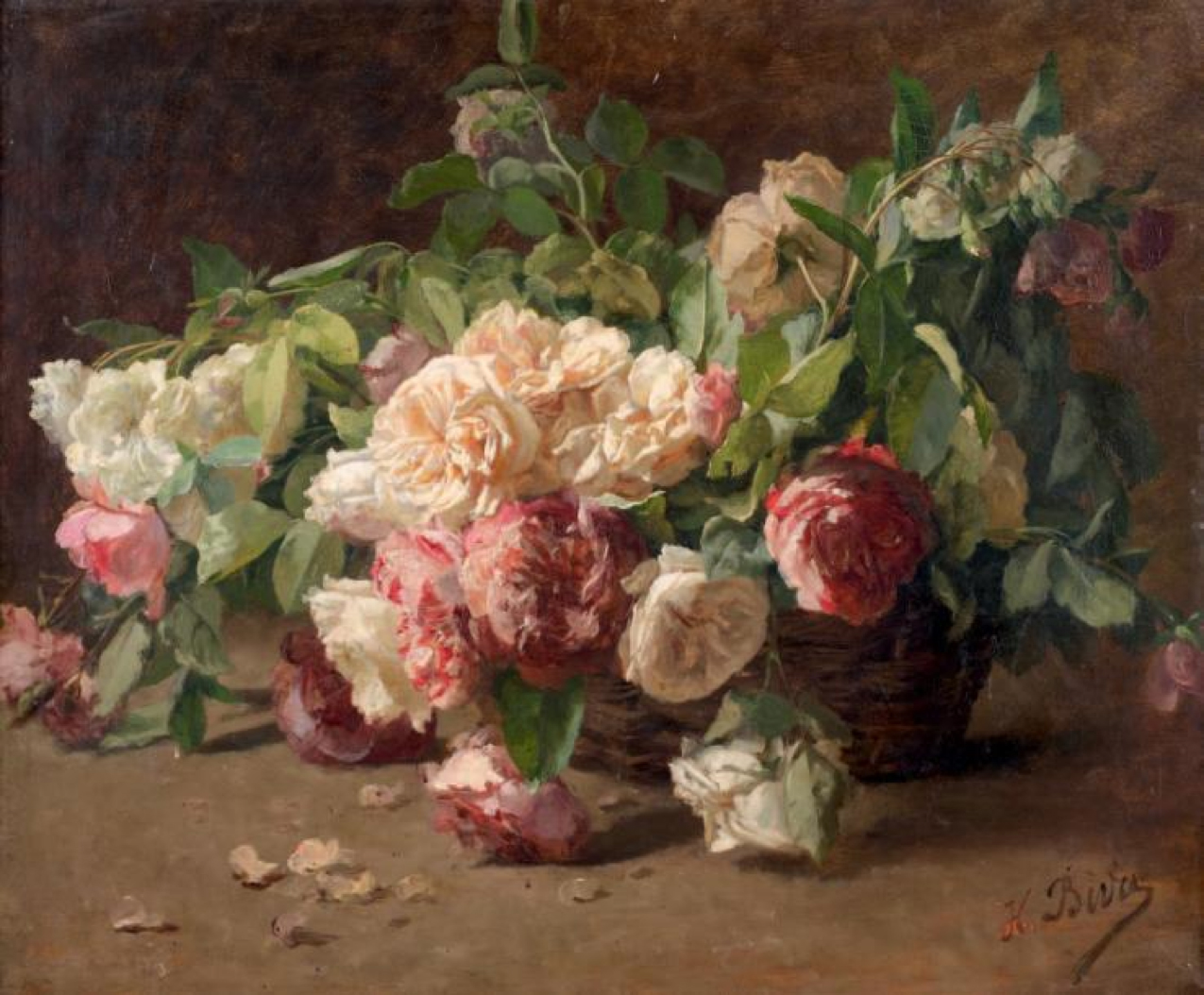
Henri Biva, La corbeille de roses, 59 x 73 cm

Henri Biva creció en Montmartre en una familia de artistas. Su hermano Paul también fue pintor. Estudió en la École des beaux-arts de París en los talleres de Léon Tanzi (1846-1913) y Alexandre Nozal (1852-1929), y también asistió a las clases de William-Adolphe Bouguereau, Jean-Joseph Benjamin-Constant y Jules Joseph Lefebvre en la prestigiosa Académie Julian. Biva exhibió dos lienzos en el Salón de 1879 en París.
Recibió una medalla de bronce en la Exposición Universal de 1900.
Miembro de la Sociedad de Artistas Franceses donde fue premiado dos veces, fue condecorado con la Orden de Caballero de la Legión de Honor en 1900.
Sus lienzos, pintados al aire libre, ofrecen la serena nostalgia del campo virgen, sin actividad humana. Calificado como pintor realista, las influencias de sus maestros se encuentran en el particular cuidado que pone en sus obras tanto en la luz como en los detalles del dibujo.
Se concentró principalmente en los suburbios del oeste de París, con una pintura hecha al aire libre, sobre el motivo, en la naturaleza, a menudo un paisaje (como hicieron los impresionistas), aunque a veces completaba sus pinturas en el estudio. Su estilo oscila entre el postimpresionismo y el realismo con un componente naturalista, su pintura se caracteriza por un trazo complejo y una paleta pura bañada por la luz natural, la luz del momento presente (Biva dedicaba gran atención a los efectos de luz y la atmósfera). Atraído por el efecto que producen las variaciones constantes y perceptibles de la luz sobre los elementos, Biva transcribe las sensaciones inmediatas, los efectos luminosos del cielo y el agua, el centelleo coloreado de sus relaciones.

## Colecciones públicas
- Bayeux, Museo Baron Gerard:
  - Después del atardecer [6]
- Después del atardecer [7]
- París, Museo de Orsay: Las nieblas, Villeneuve-l'Étang, 1909.[8]
- Museo de Roanne: Naturaleza muerta.[9]
- Saint-Nazaire, museo municipal: Tarde en Villeneuve-l'Étang, 1907.[10]

## Galería

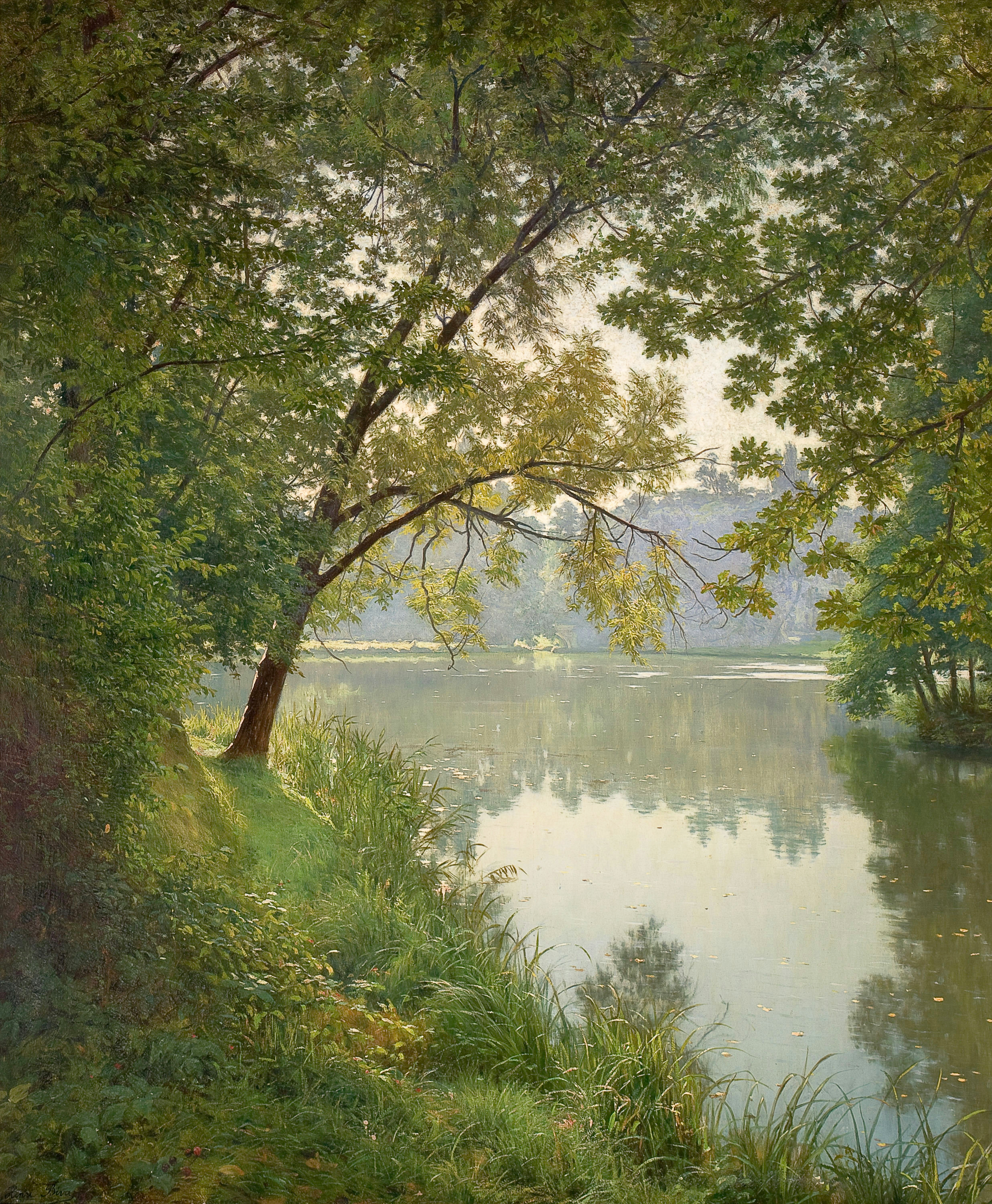
Mañana en Villeneuve (Salón de 1906)
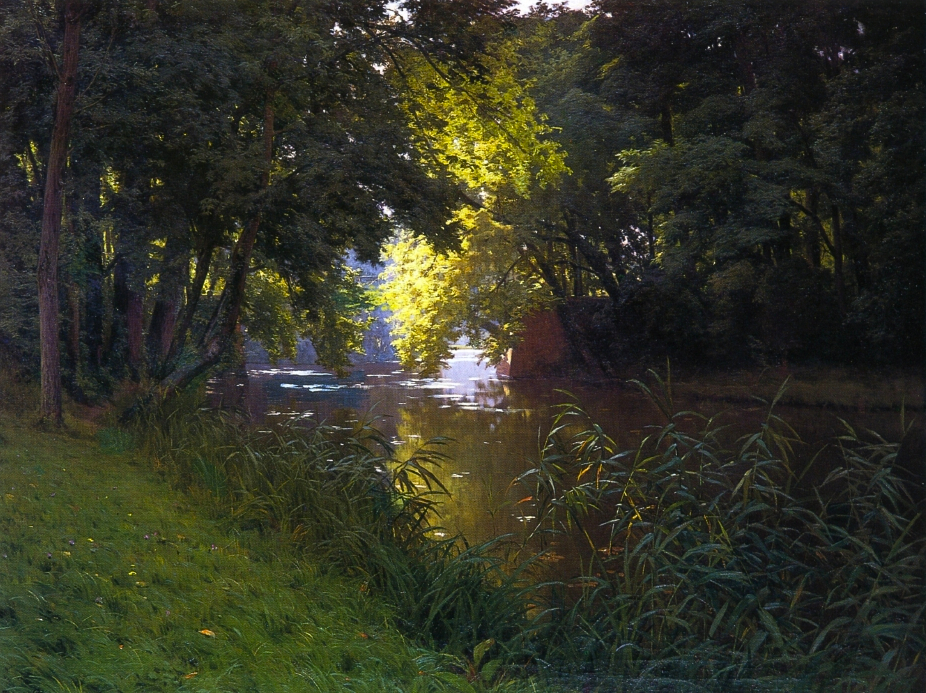
Junto al río, óleo sobre lienzo, 122 × 162 cm cm
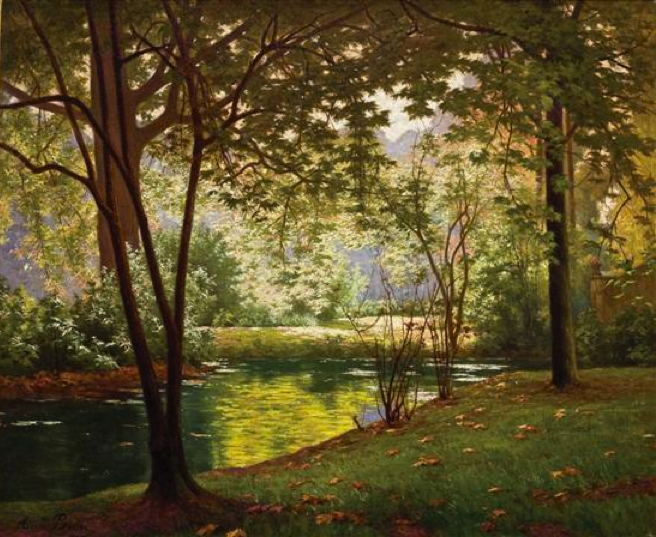
Riverside soleado, óleo sobre lienzo, 53,3 × 59,7 cm cm
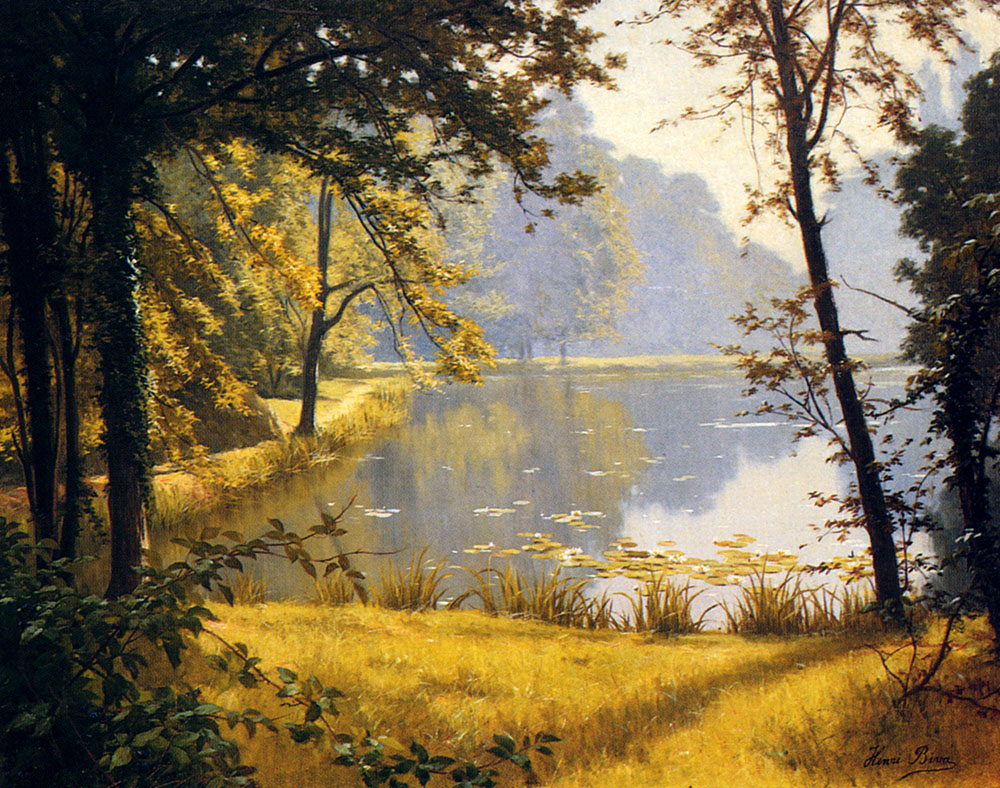
Un estanque de nenúfares, óleo sobre lienzo, 91,4 × 73,7 cm cm
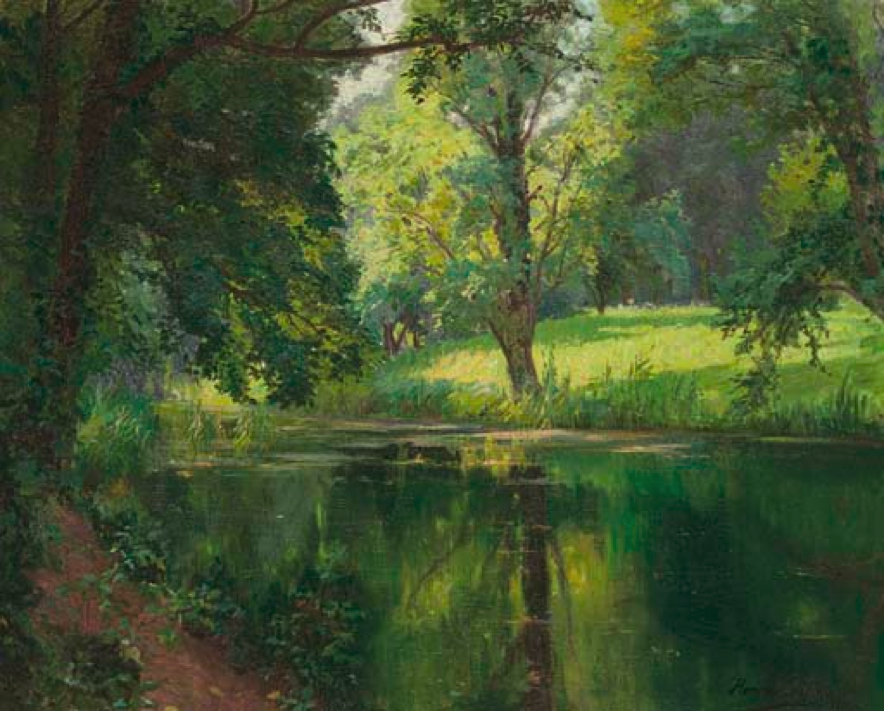
Un tramo tranquilo del río, óleo sobre lienzo, 50 × 61 cm cm
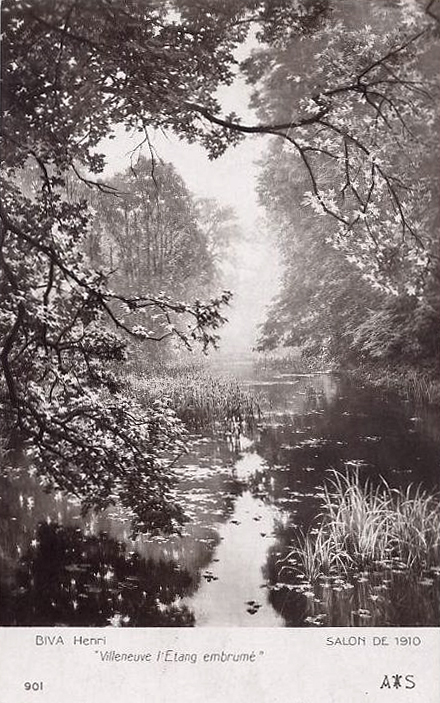
La mañana brumosa en Villeneuve-l'Etang, postal del Salón de París, 1910.
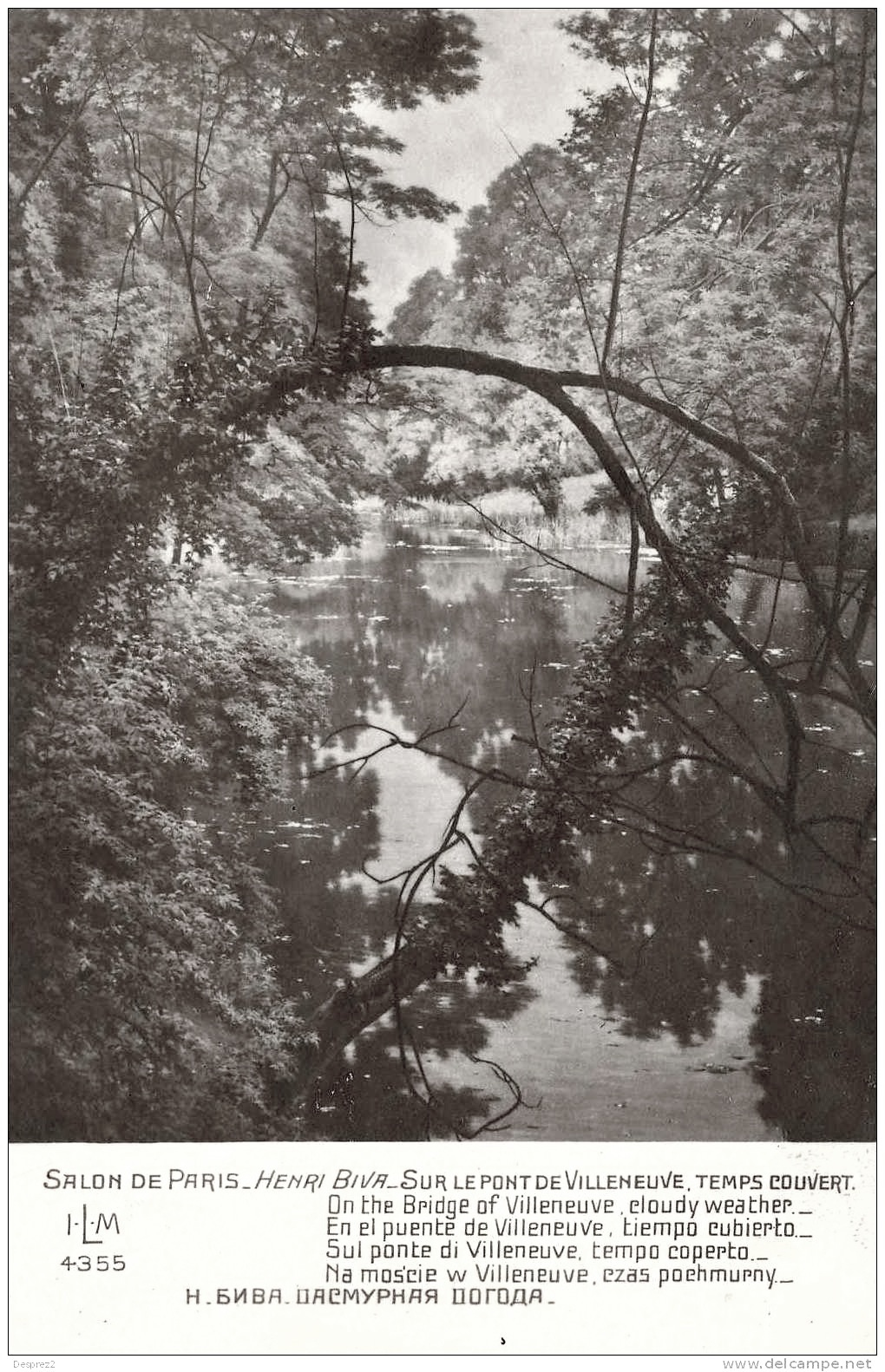
En el Pont de Villeneuve, tiempo nublado antes de 1914. Postal del Salón de París, 1914. Marnes-la-Coquette (Seine-et-Oise), Francia